# 福田利光
福田 利光（ふくだ としみつ、1912年7月6日 - 2001年11月29日 ）は、日本の経営者。西日本新聞社社長を務めた。

## 来歴・人物
福岡県三井郡北野町（現在の久留米市）出身。1934年に早稲田大学専門部政治経済学科を卒業し、1937年に福岡日日新聞社（のちの西日本新聞社）に入社。1963年に取締役に就任し、1969年に常務、1970年に専務を経て、同年10月には社長に就任した。1985年6月に会長に就任し、1991年6月に代表取締役相談役を経て、1993年6月に相談役に就任。
テレビ西日本会長、テレビ熊本・サガテレビ・テレビ長崎の取締役なども歴任。
1987年4月に勲一等瑞宝章を受章。
2001年11月29日に急性心不全のために死去。89歳没。